# Педро Франсіско Дуке
Педро Франсіско Дуке Дуке (ісп. Pedro Francisco Duque Duque; 14 березня 1963, Мадрид) — перший іспанський астронавт, здійснив два космічних польоти.
З грудня 2023 року він є головою Hispasat.

## Освіта
Закінчив у 1986 році вищу технічну школу авіаінженерів (Escuela Tecnica Superior de Ingenieros Aeronauticos — ETSIA) при Мадридському політехнічному університеті (Universidad Politecnica de Madrid) за фахом «астронавігація». З кінця 1986 працював у європейському центрі управління космічними об'єктами (European Space Operations Centre — ESOC) в Дармштадті в Німеччині, у групі балістичних розрахунків. З 1986 по 1992 рік займався розробкою моделей, алгоритмів і програмного забезпечення для визначення орбіт КА, а також входив до групи управління польотом європейських штучних супутників ERS-1 і EURECA.
Був призначений начальником Іспанського центру управління та обслуговування користувачів (Spanish User Support and Operations Centre), який організований Інститутом да Ріва і Мадридським політехнічним університетом (Instituto da Riva / Universidad Politecnica de Madrid — IDR /UPM). Після відставки з загону астронавтів очолив компанію Deimos Imaging SL, що займається розробкою супутників.

## Польоти в космос
У 1991 році за результатами національного набору ESA-2 був обраний одним з 5 кандидатів від Іспанії для участі в наборі астронавтів у загін Європейського космічного агентства. 25 травня 1992 зарахований до загону ЄКА як астронавт-дослідник (laboratory specialist).
У червні — липні 1992 року пройшов ознайомлювальну підготовку в Центрі європейських астронавтів (European Astronauts Centre — EAC) в Кельні. У листопаді — грудні 1992 року пройшов місячну підготовку в Центрі підготовки космонавтів ім. Ю. О. Гагаріна. З січня по квітень 1993 року — на загальнокосмічній підготовці в EAC. Отримав кваліфікацію «космонавт-дослідник» для польотів на борту кораблів «Союз ТМ» та орбітальній станції «Мир». У січні 1995 року пройшов додаткову підготовку в ЦПК по системах станції «Мир». З серпня 1996 на підготовці в Х'юстоні (разом з астронавтами 16-го набору НАСА) для отримання кваліфікації фахівець польоту.
З 29 жовтня по 7 листопада 1998 на шатлі Discovery STS-95 як фахівець польоту. Тривалість польоту склала 8 діб 21 годину 43 хвилини 57 секунд.
З 18 по 28 жовтня 2003 року на кораблі «Союз ТМА-3» і Міжнародній космічній станції (посадка на кораблі «Союз ТМА-2»). Стартував як бортінженер-2 разом з Олександром Калері (командир корабля) і Майклом Фоулі (бортінженер-1).
Залишив загін астронавтів ЄКА влітку 2007 року. Загальний наліт — 18 днів 18 годин 46 хвилин.